# Емілі Бонд
Емілі Бонд (англ. Emily Bond; нар. 13 жовтня 1973) — колишня британська тенісистка.
Найвищу одиночну позицію світового рейтингу — 297 місце досягла 31 березня 1997, парну — 271 місце — 27 березня 1995 року.

## Фінали ITF
| турніри $25,000 |
| турніри $10,000 |

### Одиночний розряд (2–1)
| Результат | Ранг | Дата             | Місце                         | Покриття | Суперниця           | Рахунок       |
| --------- | ---- | ---------------- | ----------------------------- | -------- | ------------------- | ------------- |
| Поразка   | 1.   | 4 жовтня 1993    | Бейзінгстоук, Велика Британія | Тверде   | Світлана Пархоменко | 6–2, 3–6, 0–6 |
| Перемога  | 1.   | 8 листопада 1993 | Свіндон, Велика Британія      | Килим    | Світлана Пархоменко | 7–5, 6–3      |
| Перемога  | 2.   | 27 травня 1996   | Стамбул, Туреччина            | Тверде   | Петра Вінценгеллер  | 1–6, 6–3, 6–1 |

### Парний розряд (1–6)
| Результат | Ранг | Дата            | Турнір                     | Покриття | Партнерка           | Суперниці                             | Рахунок       |
| --------- | ---- | --------------- | -------------------------- | -------- | ------------------- | ------------------------------------- | ------------- |
| Поразка   | 1.   | 26 квітня 1993  | Льєйда, Іспанія            | Ґрунт    | Каролін Туар        | Светлана Кривенчева Хрістіна Захаріду | 1–6, 4–6      |
| Поразка   | 2.   | 27 червня 1994  | Вашингтон, США             | Тверде   | Ліндсей Лі-Вотерс   | Енні Міллер Стефані Тіббітс           | 5–7, 4–6      |
| Поразка   | 3.   | 11 вересня 1994 | Джерсі, Велика Британія    | Тверде   | Керолайн Гант       | Кає Генд Сара Тсе                     | 6–0, 1–6, 4–6 |
| Поразка   | 4.   | 9 жовтня 1994   | Ноттінгем, Велика Британія | Килим    | Катерина Рубанова   | Таня Карстен Міхаела Зайболд          | 4–6, 6–3, 6–7 |
| Поразка   | 5.   | 27 лютого 1995  | Маямі, США                 | Тверде   | Ліндсей Лі-Вотерс   | Еллі Гакамі Стефані Ріс               | 1–6, 1–6      |
| Перемога  | 1.   | 1 червня 1996   | Стамбул, Туреччина         | Тверде   | Емануела Брузаті    | Гелен Крук Вікторія Девіс             | 7–6(4), 6–4   |
| Поразка   | 6.   | 6 жовтня 1996   | Ноттінгем, Велика Британія | Килим    | Ekaterina Roubanova | Жулі Пуллен Лорна Вудрофф             | 2–6, 4–6      |